# Resolutie 537 Veiligheidsraad Verenigde Naties
Resolutie 537 van de Veiligheidsraad van de Verenigde Naties werd unaniem aangenomen op 22 september 1983, en beval de Caraïbische eilandstaat Saint Christopher en Nevis (Saint Kitts en Nevis) aan voor VN-lidmaatschap.

## Inhoud
De Veiligheidsraad had de aanvraag van Saint Christopher en Nevis voor lidmaatschap van de VN bestudeerd, en beval de Algemene Vergadering aan om aan Saint Christopher en Nevis het VN-lidmaatschap toe te kennen.

## Verwante resoluties
- Resolutie 491 Veiligheidsraad Verenigde Naties (Belize)
- Resolutie 492 Veiligheidsraad Verenigde Naties (Antigua en Barbuda)
- Resolutie 548 Veiligheidsraad Verenigde Naties (Brunei)
- Resolutie 652 Veiligheidsraad Verenigde Naties (Namibië)

Lijst ·  529 ·  530 ·  531 ·  532 ·  533 ·  534 ·  535 ·  536 ·  537 ·  538 ·  539 ·  540 ·  541 ·  542 ·  543 ·  544 ·  545